# Frederica Sagor Maas
Frederica Alexandrina Sagor Maas (New York, 6 juli 1900 – La Mesa, 5 januari 2012) was een Amerikaans toneelschrijfster, scenarioschrijfster en auteur van memoires. Ze is als schrijfster vooral bekend geworden door haar gedetailleerde herinneringen aan haar leven in het vroegere Hollywood. Verder was ze een van de weinige oudste mensen ter wereld die om meer redenen dan alleen haar uitzonderlijk hoge leeftijd bekendheid genoot.

## Biografie

### Jonge jaren
Frederica Sagor Maas werd geboren in New York als jongste dochter van Arnold en Agnessa Zagorsky, twee Russische immigranten uit Moskou.
Maas studeerde journalistiek aan de Columbia-universiteit en werkte naast haar studie in de zomer bij de New York Globe. Ze stopte in 1918 vroegtijdig met haar studie om te gaan werken als assistent-schrijver bij Universal Pictures. In 1924 verliet ze Universal uit onvrede over haar baan daar en vertrok naar Hollywood.

### Carrière in Hollywood
Eenmaal in Hollywood kreeg Maas een contract bij Preferred Pictures om Percy Marks's roman The Plastic Age te bewerken tot een filmscenario. Vanwege dit werk kreeg ze een driejarig contract bij MGM. Maas had zelf meer het gevoel dat ze de baan vooral kreeg omdat ze toevallig had gewerkt voor Ben Schulberg en Al Lichtman, en niet omdat Louis B. Mayer zo geïnteresseerd was in haar werk. Voor MGM schreef ze de scenario's voor Dance Madness en The Waning Sex. Volgens Maas was het werk hard en gebeurde het geregeld dat anderen met de eer gingen strijken voor haar werk. Haar contract bij MGM werd niet verlengd.
Tussen 1925 en 1926 schreef Maas scenario’s voor Tiffany Productions, waaronder de komedies That Model from Paris en The First Night. In 1927 trouwde ze met Ernest Maas, een producer bij Fox Studios. Vrijwel meteen gingen ze als team aan de slag. Veel van hun samen geschreven scenario´s werden nooit geproduceerd. Maas werd datzelfde jaar weer benaderd door Ben Schulberg, ditmaal met het verzoek te gaan werken voor Paramount Pictures. Hier schreef ze scenario's voor Clara Bow's It, Red Hair en Hula.
Na een lange vakantie in Europa, had Maas in 1928 bij haar terugkeer in Amerika moeite weer een vaste baan te vinden. Volgens haar memoires waren zij en haar man geen succesformule in Hollywood. Het enige werk dat ze konden krijgen waren kleine, individuele opdrachten voor verschillende studio's, zoals het oppoetsen van reeds bestaande scenario's.
Maas en haar man verloren 10.000 dollar door de beurskrach van 1929. Van 1934 tot 1937 werkten ze beide als recensenten voor de Hollywood Reporter. Tijdens de Tweede Wereldoorlog werkten Maas en haar man vooral als schrijvers voor politieke campagnes. In 1941 schreven ze het verhaal Miss Pilgrim's Progress, dat uiteindelijk zou worden verfilmd als The Shocking Miss Pilgrim. Het leverde het echtpaar echter maar weinig geld op.

### Na Hollywood
Uiteindelijk had Maas genoeg van haar tegenvallende succes in Hollywood, en nam in 1950 een baan als typiste bij een verzekeringsmaatschappij. Van hieruit werkte ze zich een weg omhoog naar verzekeringsmakelaar. Ernest werd een ghostwriter voor zakenartikelen. Hij stierf in 1986 aan de ziekte van Parkinson.
In 1999 publiceerde Maas op 99-jarige leeftijd haar autobiografie The Shocking Miss Pilgrim: A Writer in Early Hollywood. Ze deed dit op aandringen van filmhistoricus Kevin Brownlow. Het boek werd een groot succes en geldt vandaag de dag nog altijd als een van de beste bronnen voor informatie over de begindagen van de filmindustrie in Hollywood.
Op 18 februari 2011 werd Maas officieel de op een na oudste inwoner van Californië. Bijna elf maanden later overleed ze op 111-jarige leeftijd.

## Filmografie
- The Shocking Miss Pilgrim (1947) (verhaal)
- Piernas de Seda (1935) (verhaal 'Silk Legs')
- The Farmer's Daughter (1928)
- Silk Legs (1927)
- The Way of All Flesh (1927)
- Rolled Stockings (1927)
- The First Night (1927)
- Flesh and the Devil (1926)
- That Model from Paris (1926)
- The Waning Sex (1926)
- Dance Madness (1926)
- The Plastic Age (1925)
- His Secretary (1925)
- The Goose Woman (1925)